# Madona de Žebrák
La Madona de Žebrák (en checo: Madona ze Žebráku) es una escultura de la Virgen María con el Niño Jesús. Obra de un tallista anónimo denominado el Maestro de la Madona de Žebrák, quien estuvo activo en la misma época que el Maestro de Třeboň y se aproximó a su estilo artístico, la imagen ocupa un lugar excepcionalmente importante en el desarrollo de la escultura checa de finales del siglo xiv. Procedente de la Iglesia de San Lorenzo en Žebrák, la talla se exhibe actualmente en la sección de arte medieval de la Galería Nacional de Praga.

## Descripción
La estatua está realizada en madera y posee una altura de 135 centímetros, siendo la policromía y algunas partes del cabello y del velo de la Virgen de épocas posteriores. La figura de María, alta y esbelta, presenta una pronunciada y antinatural curvatura hacia el lado derecho, en el cual sostiene al Niño Jesús. La túnica se halla tapada casi en su totalidad por un manto cubierto de pliegues los cuales provocan que el núcleo del cuerpo de la estatua desaparezca. Sobre los hombros porta una tela la cual se extiende por el anverso hasta debajo de las rodillas, creando a su vez un dobladillo horizontal sobre el abdomen. La parte de la túnica que cubre los brazos cae libremente formando largos pliegues verticales; del lado izquierdo estos pliegues se desvían alternativamente, llegando uno de ellos al suelo. Por su parte, el velo cae sobre la espalda y se arquea en la zona del busto. El rostro serio y ovalado de la Virgen se caracteriza por una frente despejada, ojos entrecerrados, labios prominentes y barbilla pequeña, mientras que el Niño Jesús, con las piernas cruzadas, repite el esquema de las estatuas más antiguas del siglo xiv.
La parte superior de la estatua se aproxima estilísticamente a las esculturas de piedra de la Catedral de San Vito y en algunos rasgos a la Madona del Ayuntamiento de la Ciudad Vieja de Praga, especialmente en los pliegues del pecho. Al pretender que la talla alcanzase una determinada altura se perdió parte del volumen del cuerpo, mientras que al acortar la parte superior del mismo las proporciones cambiaron, lo que supone un precedente del canon del estilo bello. La multiplicación de los pliegues de las telas, no adheridos ya al núcleo del cuerpo, adquiere un carácter meramente decorativo. En la parte inferior, el drapeado está linealmente estilizado y por primera vez hay un pliegue en forma de horquilla que llega hasta el suelo, el cual, junto con los pliegues en forma de cuenco en mitad del cuerpo, constituye un elemento típico de las bellas Madonas, género artístico dentro del cual la Madona de Žebrák se erige como contraparte de las Madonas elaboradas en piedra, aunque carece de un elemento fundamental de esta corriente: la manzana, símbolo de Jesús como el Nuevo Adán y de María como la Nueva Eva. Por su parte, el pliegue del lado de la pierna que queda libre del peso del cuerpo tiene su origen en el contrapposto característico de las estatuas del siglo xiii, lo que provoca que las telas se extiendan hacia el lado opuesto, donde radica el punto de apoyo. En el caso de la Madona de Žebrák, el significado original de este motivo desaparece y cumple una función meramente formal. La talla posee además unos pliegues similares a los que tenía una imagen de San Juan Evangelista obra del Maestro de Třeboň, los cuales resultaron destruidos a causa de la podredumbre. Los drapeados del manto de la Virgen son bastante sueltos e improvisados mientras que el diseño en general resulta indeterminado, hallándose en la interfaz de los estilos escultóricos y constituyendo a la vez uno de los puntos de partida del estilo bello (el historiador de arte Albert Kutal consideró incluso que la Madona de Žebrák podría haber estado emplazada en el centro del altar con alas policromadas del taller del Maestro de Třeboň).
Las obras del Maestro de la Madona de Žebrák se distinguen por una compleja organización lineal de las telas, un tratamiento superficial indeterminado y una actitud pasiva en las pinturas sobre tabla del Maestro de Třeboň, cuya imagen de Santa Margarita en la obra Madona entre San Bartolomé y Santa Margarita (1390) constituye una de las referencias estilísticas más cercanas en el tiempo a la Madona de Žebrák que se pueden encontrar. El historiador de arte Jaromír Homolka contempló como punto de partida formal de la Madona de Žebrák el grupo de Madonas sedentes de la década de 1370 (Madonas de Bečov y Hrádek), combinando la pintura y la riqueza de los drapeados con pliegues largos, bajos y comprimidos (estos rasgos también guardan similitudes, por ejemplo, con las miniaturas del Evangelio de Jan z Opavy, fechadas en 1368). En el modelado del rostro de la Virgen, dotado de la seriedad propia del período anterior al estilo bello, el escultor también se vio influenciado por el taller de Peter Parler. Por su parte, Kutal enfatizó la estrecha relación existente con la Madona de Lava, estilísticamente más avanzada, si bien la Madona de Žebrák combina el movimiento del cuerpo con un lado del mismo excesivamente extendido sobre la pierna que soporta el peso, compartiendo ambas idéntico modelado en manos y rostro.

## Galería de imágenes

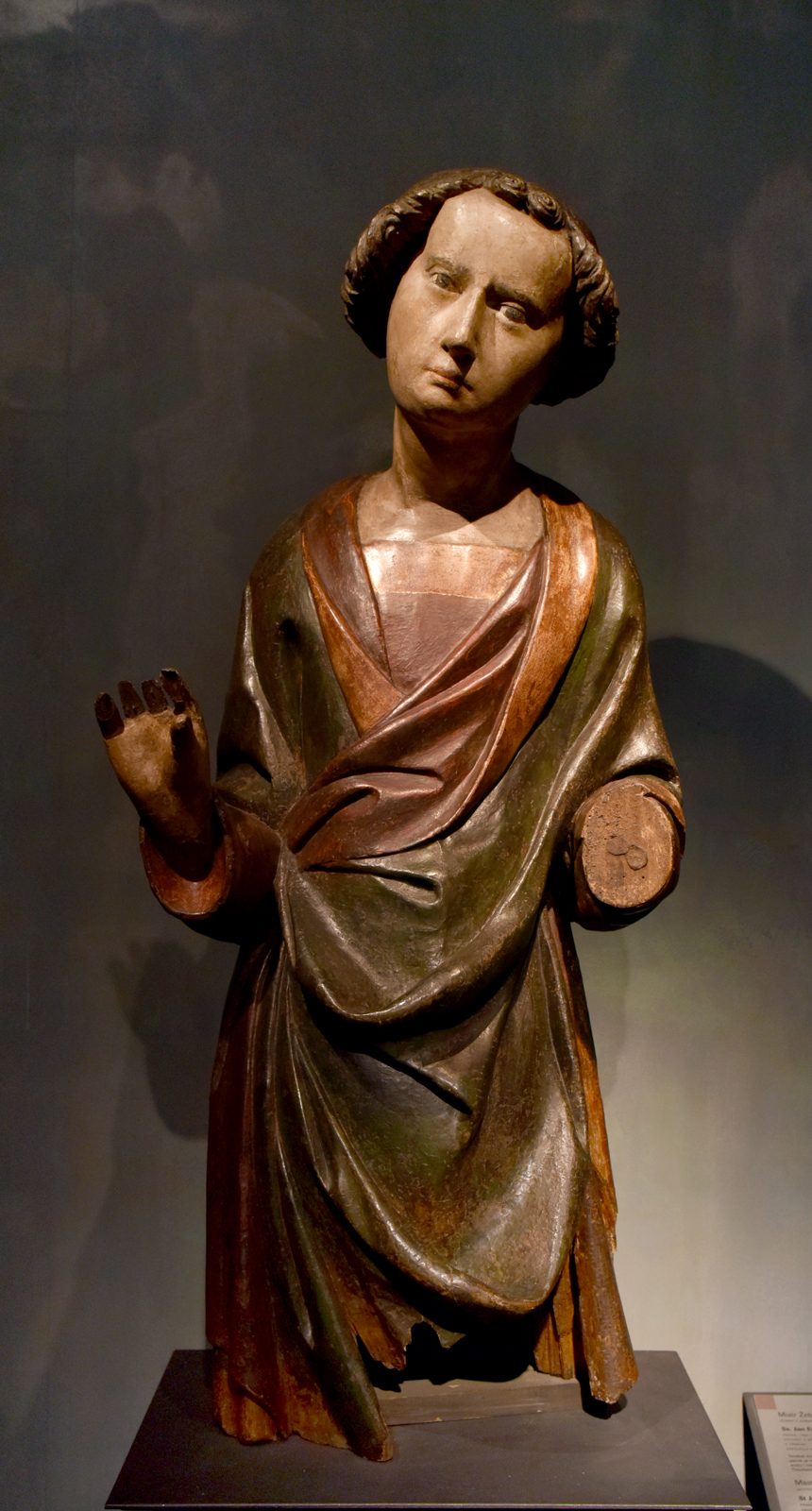
Talla de San Juan Evangelista, por el Maestro de Třeboň (c. 1380-1390).
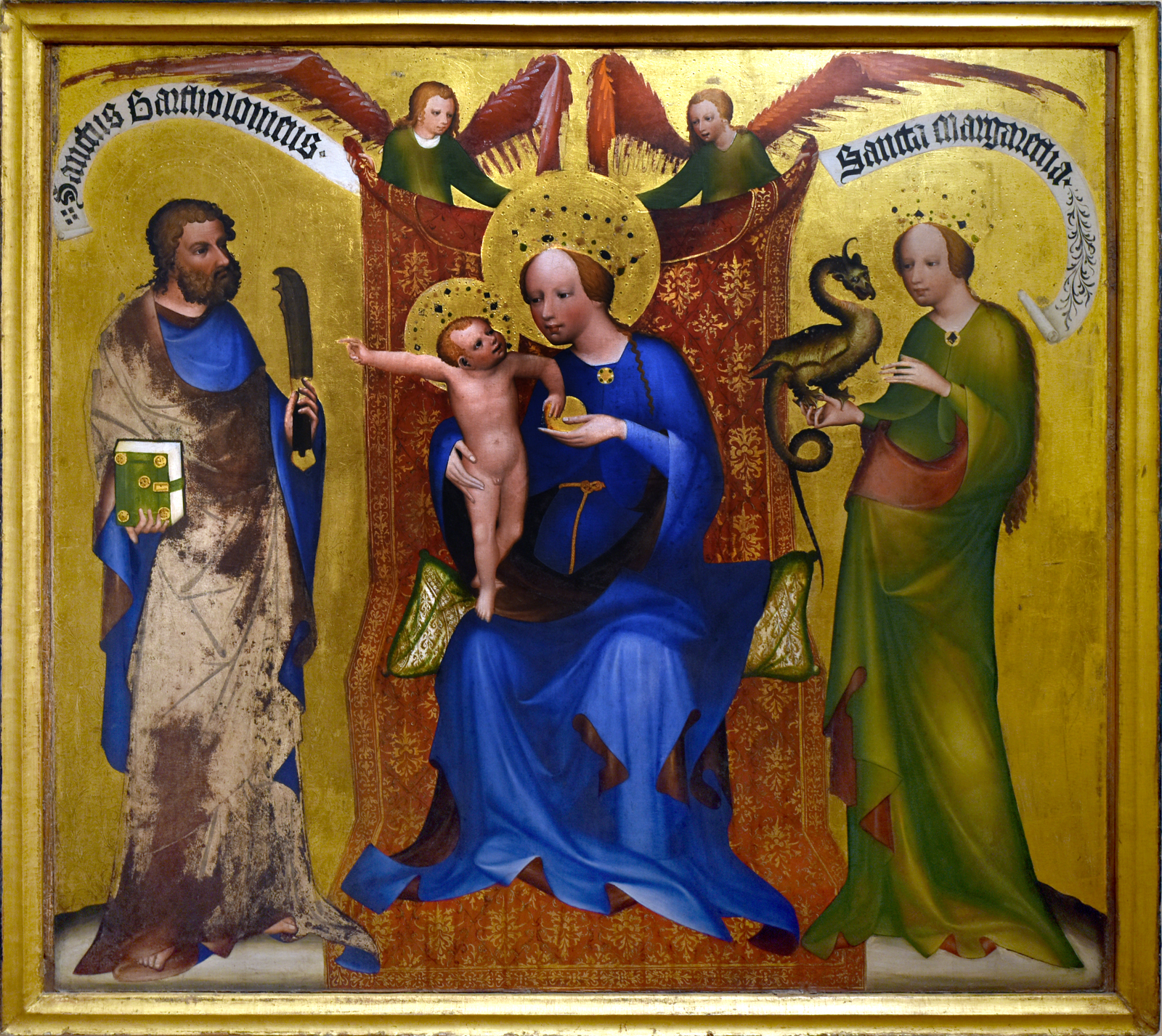
Madona entre San Bartolomé y Santa Margarita, por el Maestro de Třeboň (1390).